# (11193) Mérida
(11193) Mérida (1998 XN96) – planetoida z pasa głównego asteroid okrążająca Słońce w ciągu 5,75 lat w średniej odległości 3,21 j.a. Odkryta 11 grudnia 1998 roku.